# Alessandro Bichi
Alessandro Bichi (Siena, 30 settembre 1596 – Roma, 25 maggio 1657) è stato un cardinale e vescovo cattolico italiano.

## Biografia
Di nobile famiglia, era figlio di Faustina Piccolomini e Vincenzo Bichi e nipote del cardinale Metello Bichi.
Studiò a Siena. Al termine degli studi si recò a Roma, ebbe incarichi minori nella Curia romana durante il pontificato di papa Urbano VIII.
Il 5 maggio 1628 fu eletto vescovo di Isola. Fu nominato nunzio apostolico a Napoli il 24 maggio 1628 e mantenne l'incarico fino al giugno del 1630. Il 9 settembre 1630 fu nominato vescovo di Carpentras e il 20 settembre dello stesso anno fu nominato nunzio apostolico in Francia.
Nel concistoro del 28 novembre 1633 papa Urbano VIII lo creò cardinale e il 7 dicembre dello stesso anno ricevette il titolo di Santa Sabina.
Partecipò al Conclave del 1644 che elesse papa Innocenzo X e al Conclave del 1655 che elesse papa Alessandro VII.
Morì a Roma e fu sepolto nella chiesa del suo titolo.

## Genealogia episcopale e successione apostolica
La genealogia episcopale è:
- Cardinale Scipione Rebiba
- Cardinale Giulio Antonio Santori
- Cardinale Girolamo Bernerio, O.P.
- Arcivescovo Galeazzo Sanvitale
- Cardinale Ludovico Ludovisi
- Cardinale Luigi Caetani
- Cardinale Alessandro Bichi

La successione apostolica è:
- Vescovo Jean de Sponde (1634)
- Vescovo Cristoforo Tolomei (1637)
- Vescovo Giovanni Spennazzi (1637)
- Vescovo Francesco Romolo Mileti (1640)
- Arcivescovo Annibale Bentivoglio (1645)